# 天王寺郵便局
天王寺郵便局（てんのうじゆうびんきょく）は、大阪府大阪市天王寺区にある郵便局。民営化前の分類では集配普通郵便局であった。

## 概要
住所：〒543-8799 大阪府大阪市天王寺区上汐5-5-12

### 併設施設
- ゆうちょ銀行天王寺店（大阪支店天王寺出張所）：取扱店番号410020

### 分室
分室はなし。かつて存在した分室は以下のとおり。
- 貯金事務センター内分室 (41002A) - 開設時の名称は、貯金局内分室。民営化に伴いゆうちょ銀行の直営店が設置されるのに先立ち、2007年（平成19年）7月30日に大阪南郵便局城南寺町分室 (41425A) に変更された。
- NTT西日本大阪病院内分室 (41002B) - 開設時の名称は、逓信病院内分室。2005年（平成17年）3月31日に廃止された。

## 沿革
- 1882年（明治15年） - 大阪郵便局天王寺西門筋（てんのうじさいもんすじ）分局として開設[1]。
- 1883年（明治16年） - 支局となる[1]。
- 1883年（明治16年）3月 - 天王寺支局に改称。その後廃止となるが、天王寺西門筋郵便受取所として再設置[1]。
- 1885年（明治18年）9月1日 - 天王寺村郵便受取所となる[1]。
- 1890年（明治23年）4月1日 - 天王寺村西門前郵便受取所に改称[1]。
- 1894年（明治27年）2月1日 - 天王寺郵便受取所に改称[1]。
- 1897年（明治30年）11月21日 - 大阪天王寺西門郵便受取所に改称[1]。
- 1905年（明治38年）4月1日 - 大阪天王寺電信局に編入される形で、大阪天王寺郵便局となる[1]。
- 1911年（明治44年）8月1日 - 天王寺郵便局に改称[1][2]。
- 1942年（昭和17年）4月16日 - 逓信病院内分室を設置。
- 1947年（昭和22年）6月1日 - 天王寺区真法院町から同区上本町八丁目に移転[3]。
- 1949年（昭和24年）1月16日 - 天王寺区上本町八丁目から同区上汐町六丁目に移転。
- 1952年（昭和27年）10月16日 - 天王寺区東高津北之町に貯金局内分室を設置。
- 1956年（昭和31年）10月5日 - 貯金局内分室および逓信病院内分室において、電話通話および和文電報受付事務の取扱を開始。
- 1960年（昭和35年）1月16日 - 電話通話および和文電報受付事務の取扱を開始。
- 1969年（昭和44年）2月3日 - 貯金局内分室を、天王寺区餌差町から同区城南寺町に移転。
- 1984年（昭和59年）7月1日 - 貯金局内分室を貯金事務センター内分室に改称。
- 1990年（平成2年）3月23日 - 花の万博の開催に合わせ、大阪市周辺の主な郵便局40局において、風景印を花をかたどった変形印に変更（当局は天王寺区の花である桃）。
- 1998年（平成10年）9月1日 - 外国通貨の両替および旅行小切手の売買に関する業務取扱を開始。
- 1999年（平成11年）11月1日 - 逓信病院内分室をNTT西日本大阪病院内分室に改称。
- 2005年（平成17年）3月31日 - NTT西日本大阪病院内分室を廃止[4]。
- 2007年（平成19年）7月30日 - 貯金事務センター内分室を大阪南郵便局城南寺町分室に改称・所属変更（41002A→41425A）。
- 2007年（平成19年）10月1日 - 民営化に伴い、併設された郵便事業天王寺支店、ゆうちょ銀行天王寺店に一部業務を移管。
- 2012年（平成24年）10月1日 - 日本郵便株式会社発足に伴い、郵便事業天王寺支店を天王寺郵便局に統合。
- 2022年（令和4年）4月1日-かんぽサービス部を設置。

## 取扱内容

### 天王寺郵便局
- 郵便、印紙、ゆうパック、内容証明
- 生命保険、バイク自賠責保険
- 地方公共団体事務（大阪市ごみ処理券の販売、市バス・地下鉄優待乗車証の交付）
- 「543-00xx」区域（大阪市天王寺区全域）の集配業務
- ゆうゆう窓口

### ゆうちょ銀行天王寺店
- 貯金、貸付、為替、振替、振込、国際送金、外貨両替、トラベラーズチェック、国債、投資信託、変額年金保険
- ATM

## 風景印
- 図案は天王寺五重塔と金堂・救世観音菩薩。局名表記は「天王寺」
- 使用開始日は1990年（平成2年）3月30日
- 形は桃の花型の変形印である。

## 周辺
- 四天王寺
- 大阪市天王寺区役所
- 大阪国際交流センター

## アクセス
- Osaka Metro谷町線 四天王寺前夕陽ヶ丘駅から徒歩約5分
- 大阪シティバス 上本町九丁目停留所下車
- 阪神高速環状線 夕陽丘出入口から東へ約500m
- 駐車場あり：5台